# Specificazione (diritto civile)
Nel diritto civile, la specificazione è un modo di acquisto della proprietà a titolo originario della materia altrui da parte di chi la adopera per formare una nuova cosa. In Italia è regolata dall'articolo 940 del codice civile.
La specificazione consiste nella creazione di una cosa nuova mediante l'uso di materia da parte di chi non ne è il proprietario. In questo caso lo specificatore ne acquista la proprietà. È il caso dello scultore che crea una statua scolpendo un blocco di marmo che non gli appartiene. 
Rappresenta una delle due forme di accessione da mobile a mobile (infatti vi è anche la figura dell'unione)
È un modo di acquisto della proprietà che si basa sul fatto in sé prescindendo dalla buona fede dell'artefice, che acquista la proprietà della materia anche se consapevole della proprietà altrui (in tal caso si potrà avere un obbligo di risarcimento danni se non vi si potrà addirittura ravvisare una fattispecie di reato come il furto). Se tuttavia il valore della materia usata sorpassa notevolmente il valore della mano d'opera, la proprietà della cosa spetta al proprietario della materia, che dovrà all'utilizzatore il prezzo della mano d'opera.